# جوست بورجي
جوست بورجي (بالإنجليزية: Jost Bürgi)‏ (و. 1552 – 1632 م) هو رياضياتي، وعالم فلك، وصانع الساعات من سويسرا.
توفي في كاسل، عن عمر يناهز 80 عاماً.